# Bug Juice: Tábori kalandjaim
A Bug Juice: Tábori kalandjaim (eredeti cím: Bug Juice: My Adventures at Camp) 2018-ban futott amerikai reality sorozat, amelyet Douglas Ross és J. Rupert Thompson alkotott.
A premierre Amerikában 2018. július 16-án került sor a Disney Channelen. Magyarországon 2019. május 27-én lesz a premierje szintén a Disney Channelen.

## Magyar változat[2]
A szinkront az SDI Media Hungary készítette.
Magyar szöveg: Sipos-Lánc Brigitta
Szinkronrendező: Dezsőffy Rajz Katalin
Bemondó: Endrédi Máté
Magyar hangok
- Berecz Kristóf Uwe – TJ
- Hermann Lilla – Brynn
- Juhász Zoltán – csapatvezető
- Laudon Andrea – Izzy, Lucy
- Madarász Éva – Chloe
- Mayer Marcell – Damien
- Pekár Adrienn – Scarlet
- Vámos Mónika – csapatvezető

- További magyar hangok: Szirtes Marcell, Mikola Gergő, Pál Tamás

## 1. évad
| #   | #   | Eredeti cím                                          | Magyar cím                 | Eredeti premier    | Magyar premier   |
| --- | --- | ---------------------------------------------------- | -------------------------- | ------------------ | ---------------- |
| 1.  | 1.  | Wazi, Wazi, Waziyatah!                               | Wazi, Wazi, Waziyatah      | 2018. július 16.   | 2019. május 27.  |
| 2.  | 2.  | The S'more the Better                                | Minél többen, annál jobb   | 2018. július 17.   | 2019. május 27.  |
| 3.  | 3.  | TJ vs. the Blob                                      | TJ kontra ugrás            | 2018. július 18.   | 2019. május 28.  |
| 4.  | 4.  | Tacos for Breakfast                                  | Taco saláta reggelire      | 2018. július 19.   | 2019. május 29.  |
| 5.  | 5.  | Friendship vs. Zombies                               | Barátság kontra zombik     | 2018. július 23.   | 2019. május 30.  |
| 6.  | 6.  | Getting Sketch-y                                     | A kabaré est               | 2018. július 24.   | 2019. május 31.  |
| 7.  | 7.  | It's On!                                             | Színháború                 | 2018. július 25.   | 2019. június 3.  |
| 8.  | 8.  | Later, Taters!                                       | Az első turnus vége        | 2018. július 26.   | 2019. június 4.  |
| 9.  | 9.  | Fishing for Friends                                  | Baráti pecázás             | 2018. július 30.   | 2019. június 5.  |
| 10. | 10. | Everyday I'm Paddlin                                 | Szuperhős-nap              | 2018. július 31.   | 2019. június 6.  |
| 11. | 11. | Taco of Terror                                       | A rettegés napja           | 2018. augusztus 1. | 2019. június 7.  |
| 12. | 12. | Try, Try (Try) Again                                 | A tehetségtelenség-kutató  | 2018. augusztus 2. | 2019. június 10. |
| 13. | 13. | Fables and Tables                                    | Mesék és asztalok          | 2018. augusztus 6. | 2019. június 11. |
| 14. | 14. | Challenge Makers, Ankle Breakers and Breakout Fakers | A kihívások napja          | 2018. augusztus 7. | 2019. június 12. |
| 15. | 15. | The Quest for the Cup                                | A Parker Kupa              | 2018. augusztus 8. | 2019. június 13. |
| 16. | 16. | Best Summer Ever!                                    | A valaha volt legjobb nyár | 2018. augusztus 9. | 2019. június 14. |

## Gyártás
2017. augusztus 4-én a Disney Channel bejelentette, hogy folytatást kap az 1998 és 2001 között vetített Bug Juice. Gyártás a Waziyatah táborban zajlott Waterfordban. A Bug Juice: Tábori kalandjaim címet viseli. A sorozat premierje 2018. július 16-án volt. Az első évad 16 epizódból állt. 2018. július 12-én a Disney Channel közzétette a főcímdalát a YouTube-on.